# Jularp och Sjunnerup
Jularp och Sjunnerup – miejscowość (tätort) w Szwecji, w regionie administracyjnym (län) Skania, w gminie Höör.
Według danych Szwedzkiego Urzędu Statystycznego liczba ludności wyniosła: 234 (31 grudnia 2015), 292 (31 grudnia 2018) i 302 (31 grudnia 2019).